# Греден (Бранденбург)
Греден (њем. Gröden) општина је у њемачкој савезној држави Бранденбург. Једно је од 33 општинска средишта округа Елбе-Елстер. Према процјени из 2010. у општини је живјело 1.577 становника. Посједује регионалну шифру (AGS) 12062196.

## Географски и демографски подаци
Греден се налази у савезној држави Бранденбург у округу Елбе-Елстер. Општина се налази на надморској висини од 111 метара. Површина општине износи 22,1 km². У самом мјесту је, према процјени из 2010. године, живјело 1.577 становника. Просјечна густина становништва износи 71 становника/km².